# Мёллер, Георг
Георг Мёллер  (нем. Georg Möller; 5 ноября 1876, Каракас — 2 октября 1921, Уппсала) — немецкий египтолог.
Георг Мёллер родился в Венесуэле в семье немецкого предпринимателя. Когда ему исполнилось пять лет, его семья переехала в Гамбург. В 1896 году он начал учиться в Берлинском университете Гумбольдта под началом Адольфа Эрмана. Получил степень доктора в 1900 году.
В 1902—1903 принимал участие в раскопках пирамиды Ниусерры Людвига Борхардта. В 1904—1907 работал экспертом-египтологом в немецком консульстве в Каире под руководством Людвига Борхардта. В 1905—1906 работал на раскопках в Абусире. В 1907—1908 работал в храме Сахуры (Абусир). В 1911—1912 годах вел раскопки в Дейр-эль-Медине. В 1907 году уволился из-за слишком низкого жалования и вернулся в Берлин.
По возвращении в Берлин работал приват-доцентом в университете Гумбольдта c 1912 года. В 1916 году получил звание профессора.
Во время Первой Мировой войны Г. Мёллер служил в Малой Азии. Умер в 1921 году, заразившись малярией.
Наибольший вклад Г. Мёллер внёс в изучение иератического письма и египетской палеографии. Составил расширенный список египетских иероглифов.

## Опубликованные труды
- Ueber die in einem späthieratischen Papyrus des Berliner Museums erhaltenen Pyramidentexte. Paul, Berlin 1900 (= Dissertation).
- Hieratische Paläographie. Die aegyptische Buchschrift in ihrer Entwicklung von der fünften Dynastie bis zur römischen Kaiserzeit. 3 Bände. Hinrichs, Leipzig 1909. 2. Auflage Hinrichs, Leipzig 1936, Bd. 4 Ergänzungsheft Hinrichs, Leipzig 1936 (Digitalisat).
- Hieratische Lesestücke für den akademischen Gebrauch. 3 Bände. Hinrichs, Leipzig 1910—1927.
- Die beiden Totenpapyrus Rhind des Museums zu Edinburgh. Hinrichs, Leipzig 1913 (Digitalisat).
- Demotische Texte aus den Königlichen Museen zu Berlin. Bd. 1: Mumienschilder. Hinrichs, Leipzig 1913.
- Ägyptische Mumienporträts (= Wasmuth’s Kunsthefte  1). Wasmuth, Berlin 1919.
- Die Metallkunst der alten Ägypter. Wasmuth, Berlin 1924.
- Die archaeologischen Ergebnisse des vorgeschichtlichen Gräberfeldes von Abusir el-Meleq nach den Aufzeichnungen Georg Möllers. Bearbeitet von Alexander Scharff. Hinrichs, Leipzig 1926.